# Municipi de Žabljak
Žabljak (en idioma montenegrin: Жабљак) és una ciutat situada a la zona nord-oest de la República de Montenegro. És a més la capital del municipi homònim.

## Història
El nom primitiu eslau de la localitat era "voda Varezina" (вода Варезина) possiblement a causa d'una gran font d'aigua potable propera que feia possible l'assentament. Més tard, la ciutat va passar a cridar-se "Hanovi" ("Anovi" originalment) perquè era un lloc on descansaven caravanes de comerç. El nom actual data de 1870, quan en un sol dia es va iniciar la construcció d'una escola, una església i la casa del capità. No obstant això, gairebé tots els edificis originals van ser destruïts durant la Guerra dels Balcans. Tot el que s'ha mantingut és l'antiga església de Sv. Preobraženje (Santa Transfiguració), construïda el 1862 com a monument a la victòria de Montenegro enfront de l'Imperi Otomà. A partir d'aquest moment en la dècada de 1880 Žabljak es va establir com una ciutat comercial en la qual es van obrir tendes i cafeteries la qual cosa la porta a convertir-se al centre administratiu de la regió.
En el període immediatament anterior a la Segona Guerra Mundial, Žabljak era una petita ciutat amb una arquitectura típica de muntanya, la naturalesa única de la qual ja estava cridant l'atenció dels turistes del Regne de Iugoslàvia així com de l'estranger, especialment Itàlia (a causa de l'estreta relació existent entre tots dos països).
Durant la Segona Guerra Mundial, Žabljak va ser cremada al complet i no va ser reconstruïda fins a la fi de la guerra. Després de la seva reconstrucció es va convertir en un important centre per a esports d'hivern dins de Montenegro, estatus que manté actualment.

## Geografia
La ciutat està situada a la zona nord-oest de la República de Montenegro, a la regió de la muntanya de Durmitor la qual cosa fa que es trobi a una altitud mitjana de 1456 msnm que converteixen a aquesta localitat en la més alta dins dels Balcans. Està situada a uns 80 km en línia recta de Podgorica, la capital nacional i a uns 45 km de Nikšić que és la segona ciutat en importància del país.

## Demografia
Segons el cens de 2003, aquesta localitat és la llar d'una població composta per 1.937 persones i la densitat poblacional de la localitat és de nou habitants per cada quilòmetre quadrat.
| 83 | 508 | 650 | 979 | 1.379 | 1.853 | 1.937 |

## Transport
Un dels problemes que obstaculitzen el desenvolupament de Žabljak com una de les principals destinacions regionals de turisme de muntanya és la falta d'infraestructura viària de qualitat. La situació ha millorat en els últims anys gràcies en part a la connexió de la carretera principal de Žabljak amb la resta de Montenegro, aquesta carretera uneix Žabljak amb Mojkovac i la I65 que és la carretera principal entre la costa del país i el nord.
L'altra connexió per carretera a Podgorica o a Risan és a través de les localitats de Šavnik i Nikšić. Últimament s'han realitzat esforços per reconstruir a fons el corredor Žabljak-Risan, la qual cosa escurça el viatge mitjana entre ambdues localitats al voltant de dues hores.
La ciutat compta amb l'Aeroport de Žabljak, però el proper Aeroport de Podgorica que es troba a uns 80 km de distància té vols regulars a destinacions en tot Europa. Hi ha enllaços regulars en minibús amb Nikšić i Podgorica que arriben a la cèntrica estació d'autobusos Žabljak.

## Turisme

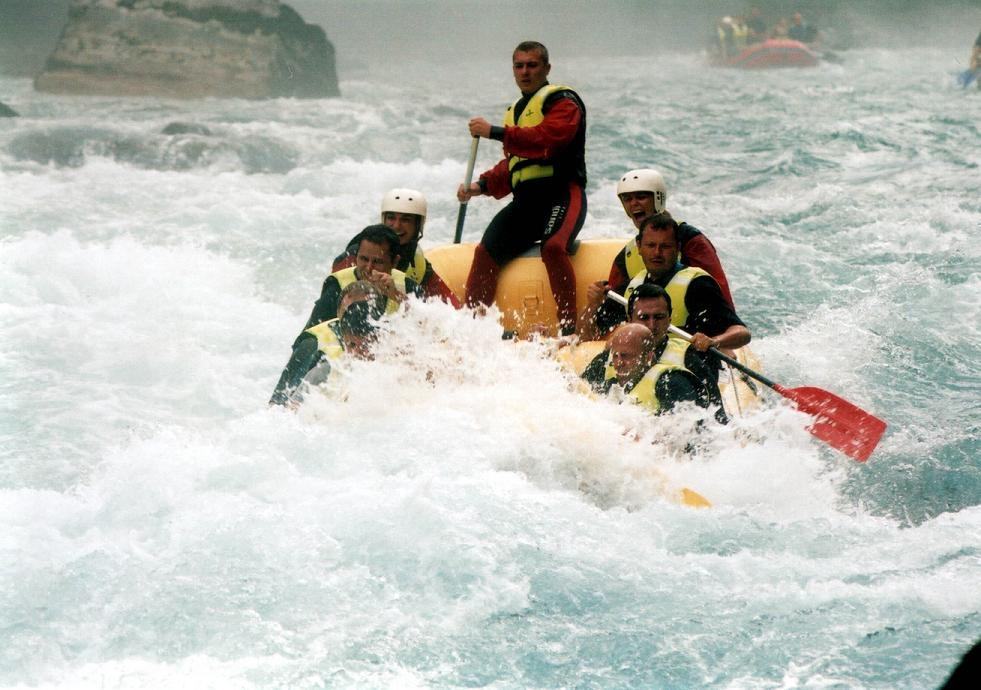
Rafting en el riu Tara.

Žabljak és el centre del turisme de muntanya de Montenegro. Tota la zona de la muntanya de Durmitor està protegida com a parc nacional, i ofereix grans possibilitats tant per al turisme d'hivern com per al turisme de muntanya d'estiu.
Es poden realitzar a la ciutat o voltants activitats com ara:
- Esquí - La coberta de neu del Durmitor dura uns 120 dies per any, amb bons pendents com Savin kuk, Štuoc o Javorovača.
- Rafting - Els 1.300 metres de profunditat del canó del riu Tara el converteixen en el major d'Europa i en el segon més profund del món després del Gran Canó del Colorado, a més apareix com a Patrimoni de la Humanitat de la UNESCO. Fer rafting en el riu Tara és una de les activitats turístiques més populars a Montenegro.
- Muntanyisme - El Durmitor proporciona condicions molt apropiades per a aquest esport.
- Senderisme - Als voltants de la ciutat s'ofereixen diverses rutes de senderisme.

Entre les principals atraccions turístiques del Durmitor es troben a més 18 llacs glacials, el major i més proper a Žabljak és "Crno jezero" (Llac Negre). Les pistes del Durmitor també són cada vegada més popular entre els practicants de surf de neu.